# Horváth Dénes (farmakológus)
Horváth Dénes (Lövő, 1913. május 30. – Sopron, 2010. december 17.) platina diplomás főgyógyszerész, gyógyszertechnológus, gyógyszerhatástan-toxikológus szakgyógyszerész, megyei vezető szakfelügyelő, a magyar gyógyszerész-társadalom és a Magyar Gyógyszerésztudományi Társaság kimagasló egyénisége volt.

## Életútja
Dr. Horváth Dénes 1913 májusában, Lövő községben született Horváth Kálmán gyógyszerész másodszülött fiaként. 
Édesapja korán árvaságra jutott, olyan hivatást kellett választania, amely biztosítja megélhetését. Kőszegen Küttel István gyógyszerésznél gyógyszerész gyakornoknak állt, majd 1895-től lövői, „Segítő Mária” Gyógyszertár tulajdonosa lett. Nehezen viselte a kötöttséget, így nem szerette volna, ha fia, Dénes is gyógyszerésznek tanul. A családban, ősei között több evangélikus lelkész is volt, ezért a fiút papi pályára szánták. Az ifjú Horváth Dénes azonban, 1931-ben édesapja patikájában kezdte el gyakornoki életét és tehetsége, szorgalma alapján Mozsonyi Sándor professzor úr meghívta disszertánsnak budapesti egyetem Gyógyszerészeti Intézetébe. 1937-ben katonai behívót kapott és a budapesti Alkotás utcai Honvéd Kórházba vezényelték. 1939-ben kötött házasságot, Ébner Kornéliával, akitől két fia Dénes, Lukács és leánya, Margit született. Tizenöt évnyi házasság után, 1954-ben megszületett negyedik gyermekük, Kornél, aki tehetséges és elismert zenész lett. 
1942-ben azonban orosz hadműveleti területre került és 13 hónapig gyógyszerészként szolgált. Miután hazakerült, átvette a lövői gyógyszertár vezetését. A háború utáni gyógyszerhiányt jelentősen tudta csökkenteni, mivel saját készítményekkel és tablettázógéppel is rendelkezett.  
A patikát lakásukkal együtt 1950. július 28-án államosították. Nem kerültek az utcára, mert az egykori családi patika élére újonnan kinevezett gyógyszerész megosztotta a lakást a Horváth családdal. 
Horváth Dénes naponta járt be Sopronba Lövőről, az Angyal gyógyszertárba dolgozni. Hamarosan Győrbe helyezték gyógyszerész-szakfelügyelőnek, és 1954-ben már vezető szakfelügyelő lett.
1958 szeptemberében ismét Sopronba került, ahol vettek egy kis házat, és négy gyermekükkel oda is költöztek. Lemondva szakfelügyelői állásáról, kinevezték a Köztársaság utcai (5/19) gyógyszertár vezetőjévé. 1970-ben az OTP a Deák tér sarkán, egy üres telekre építkezett, amelynek teljes földszintjén egy új gyógyszertár került kialakításra, amelynek vezetésével őt bízták meg. A család így jobb körülmények közé is került. Felesége a 70-es évektől különböző soproni gyógyszertárakban dolgozott pénztárosként, és 1993-ban halt meg Parkinson-kórban.
1981-ben a Szebellédy patika vezetőjeként ment nyugdíjba, de csak papíron. Lánya, Margit folytatta édesapja hivatását. Megvásárolták az 5/20-as gyógyszertárat, melyet az egykori lövői patika után szintén a "Segítő Mária” nevet kapta. Horváth Dénes még nyugdíjasként, utolsó éveiben is dolgozott és segítette lányát a gyógyszertár vezetésében. Mühlné dr. Horváth Margit gyógyszerész, jelenleg a Magyar Gyógyszerészeti Társaság Győr-Moson-Sopron Megyei Szervezet elnöke.
Dr. Horváth Dénes lelkesen oktatta Judit unokáját, és bevezette a magisztrális gyógyszerkészítés rejtelmeibe. Élete végéig büszke volt hat unokájára és hét dédunokájára. Életfilozófiája mindvégig az volt, hogy nem csak pirulákkal, hanem egy-egy jó szóval is enyhíteni kell a betegek fájdalmát.
Dr. Horváth Dénes platina diplomás főgyógyszerész 97 éves korában, 2010 decemberében hunyt el.

## Közéleti pályafutása
Magyar Gyógyszerészeti Társaság alelnökeként, a soproni asszisztensképzés és Patikamúzeum alapítójaként, a Rozsnyay Mátyás Emlékversenyek egyik újraélesztőjeként, az Egészségügyi TIT Akadémia létrehozójaként (Pungor Ernővel, Nikolics Károllyal karöltve), a Kamara megszületésének ötletgazdájaként. 

## Díjai, elismerései
- Signum Laudis (1943)
- Kiváló Gyógyszerész (1957)
- Miniszteri Dicséret (1968)
- Than Károly Emlékérem (1971)
- Kazay Endre Emlékérem (1972)
- Egészségügyi Szakszervezet Weil Emil Emlékérem (1973)
- Győr-Sopron megye Petz Aladár Emlékérem (1974)
- Szakszervezeti munkáért arany fokozat (1975)
- Romwalter Emlékérem (1975)
- Szocialista Magyar Gyógyszerellátásért Emlékérem (1975)
- Societas Pharmaceutica Hungarica Emlékérem (1979)
- Munkaérdemrend Ezüst Fokozat (1981)
- Rozsnyay Mátyás Emlékérem (1982)
- Semmelweis Egyetem Arany Díszoklevél (1985)
- Societas Pharmaceutica Hungarica Emlékérem (másodszor) (1988)
- Semmelweis Egyetem Gyémánt Díszoklevél (1995)
- Dr. Király Jenő-díj (1996)
- 40 éves a Gyógyszerismertető Hálózat Emlékérem (1997)
- Semmelweis Egyetem Vas Díszoklevél (2000)
- Pro Homine Nobile Pharmacia (2000)
- Nikolics Károly Emlékérem (2000)
- Semmelweis Egyetem Gyógyszerésztudományi Kar Oktató gyógyszerésze (2003)
- Sopronért Emlékérem (2003)
- Magyar Köztársasági Ezüst Érdemkereszt (2005)
- Semmelweis Egyetem Rubin Díszoklevél (70 év), (2005)
- Gyógyszerészeti Intézet Jubileumi Emlékérem (2005)
- A Magángyógyszerészek Országos Szövetsége 2009. évi „Gyógyszerészetért” életműdíja (2009)
- Sopron város Díszpolgára (2009)
- Lövő településért Plakett (2010)
- Semmelweis Egyetem Platina Díszoklevél (75 év), (2010)

## Főbb publikációi
- Horváth Dénes: A sebészeti gyapot vizsgálata. Gyógyszerészdoktori értekezés. Budapest,1937.
- Horváth Dénes, Nikolics Károly: Adatok az amidazophen-oldat vizsgálatáról. Acta Pharmaceutica Hungarica, 17-20. 1954.
- Nikolics Károly, Horváth Dénes: Gyógyszerészeti alapismeretek, in A gyógyszerésztechnikusok kézikönyve, Medicina kiadó, Budapest, 1960.
- Horváth Dénes, Fäller Károly:Gyógyszertan, egészségügyi szakiskolák tankönyve, Medicina Könyvkiadó, Budapest, 1986.
- Horváth Dénes: Emlékezés Mozsonyi professzorra. Gyógyszerészet, 45.10. p. 550-551. 2001.
- Horváth Dénes: Szükség van-e Magyarországon magisztrális gyógyszerkészítésre? Gyógyszerészet, 45. 2. 92-93. 2001.
- Horváth Dénes: Győr-Sopron megye gyógyszerész szakfelügyelete. Gyógyszerészet, 470-475. 2002.
- Horváth Dénes: Győr-Sopron Horváth Dénes: A magyarországi közforgalmú gyógyszertárak elnevezése, Gyógyszerészet, 47.175-177. 2003.
- Horváth Dénes, Kabay Jánosné, Beleznay Károly: Magyar gyógyszerészek, magyar sorsok, 1924-2003. Dictum Kiadó, Budapest, 2004. http://www.gyogyszeresztortenet.hu/letolt/Magyar_gyogyszereszek_magyar_sorsok.pdf
- Horváth Dénes: Mit köszönhet a magyar gyógyszerészet Mozsonyi Sándor professzornak, in: A Gyógyszerészeti Intézet Hetven Éve, Szerkesztők: Klebovich et al., Magyar Gyógyszerésztudományi Társaság, Budapest, p.93-98., 2005.
- Horváth Judit Kornélia, Horváth Dénes: Gyakornokok részére íródott Gyógyszerészeti tankönyv kémiai részének elemzése több mint egy évszázad távlatából. Gyógyszerészet, 51.10.p 628-632. 2007.